# Mount Isto
Mount Isto je nejvyšší hora Brooksova pohoří.
Současně je horou s jednou z nejvyšších prominencí ve Spojených státech amerických. Mount Isto leží ve východní části Brooksova pohoří, na severovýchodě Aljašky, téměř 300 km za polárním kruhem. 